# Татары (организованная преступная группировка)
ОПГ, ОПС «Татары» — одна из крупнейших организованных преступных группировок Татарстана, лидирующее преступное сообщество Нижнекамска 1990-х годов. Занимались члены ОПГ «Татары» в Нижнекамске рэкетом, похищением бизнесменов, убийством конкурентов. Согласно лишь официальным данным следствия, на счету объединения 13 убийств.

## История

### 1980-е
В конце 1980-х в Нижнекамске была организована банда, которая впоследствии стала именоваться «Татары», ранние названия: «Биши», «Пятаки», даже «Татар-Мафия». Члены этой известной группировки занимались рэкетом, похищали и убивали местных предпринимателей и конкурирующих криминальных авторитетов, по данным следствия, на счету ОПГ «Татары» 13 убийств.
Причины образования банды «Татары», по видимому, следует искать в так называемом «казанском феномене» — бессмысленных молодёжных драках дворовых команд, в дальнейшем эти группы стали превращаться в хорошо организованные банды вымогателей: к примеру, задержание двух нижнекамских рэкетиров, в результате которого местным участковым был застрелен один из бандитов, чуть не привело к криминальной революции в городе — молодчики, многие из которых имели отношение к банде «Татары», забрасывали бутылками и булыжниками общественный транспорт и отделения милиции, и лишь только после прибытия батальона казанского спецназа ситуацию удалось вернуть в правовое русло. В результате принятых правоохранительными органами мер, десятки участников дворовых объединений отправились за решётку, среди них были и члены группировки «Татары». Начальник отдела по борьбе с оргпреступностью МВД Республики Татарстан Вадим Гиждеван, в документальном фильме «Власть страха», по этому поводу сообщил, что в результате чистки получили пятилетние сроки один из первых лидеров группировки  дважды судимый монтажник нижнекамского райпо Иван Стрелков (Стрелок), отличавшийся невероятной физической силой и жестокостью, а так же некий авторитет «Мирон» — им оказался инструктор пожарной безопасности аэропорта «Бегишево», ветеран афганской войны 24-летний Александр Мирошниченко.

### 1990-е
Постепенно власть в группировке стала переходить в руки бывшего мастера-электрика «Теплоэнергостроя» и выпускника КИСИ, Равиля Тимершина по кличке «Пузырь», которого оставили «на хозяйстве» на время вынужденного отсутствия лидеров ОПГ. После возвращения Стрелкова из тюрьмы он был застрелен одним из руководителей бригады киллеров казанского ОПС «Жилка» Андреем Перевицким по кличке «Арнольд», под подозрение в заказе на убийство сразу попал Тимершин, но у следствия не хватило доказательств его вины, в результате «Пузырь» был отпущен на свободу.

До того, как Тимершин возглавил эту группировку произошёл ряд убийств лидеров, которые пытались подмять под себя эту группировку, в конечном счете победил Равиль Тимершин, и его группировка стала претендовать на главенствующую роль в Нижнекамске. И есть ОПГ «Мамшовцы», во главе неё известный бизнесмен Мамшов, который до сих пор находится в разработке ОВД, мы о нём прекрасно знаем, хотя сам он считает себя предпринимателем.— Министр МВД по РТ Асгат Сафаров. Честный детектив. «Бандиты вне игры»
По утверждениям начальника отдела УБОП по РТ Рамиля Абдрашитова и министра Асгата Сафарова, озвученных в фильме Эдуарда Петрова, под «крышу» ОПГ «Татары» попали такие крупные предприятия, как «Нижнекамскшина» и «Нижнекамскнефтехим», причём из нефтепровода последнего бандиты умудрялись воровать топливо, из цехов шинного завода — продукцию, рабочих же и противостоящих преступникам начальников цехов попросту избивали, охрану подкупали, либо запугивали — в результате «Нижнекамскшина» практически управлялись бандитами, ими были созданы несколько фирм, через которые эксклюзивно сбывались, на тот момент, дефицитные покрышки, которые приносили основной доход группировке. Этим же промышляла банда «Мамшовских», ставших для «Татар» смертельными врагами, кроме того, и те и другие занимались крышеванием рынков, таксистов и проституток, были небезуспешные попытки разделить сферы влияния: к примеру, на центральном рынке Нижнекамска палатки синего цвета контролировались «Мамшовскими», а зеленого «Татарами».

Надо сказать, что ОПГ «Татары» не отличалось особой изобретательностью в методах добывания денег. В отличие от «двадцатьдевятников», придумавших аферу с захватом мясокомбината в Елабуге, «тагирьяновских», «отмывавших» деньги почти цивилизованным путем — через московские банки, или экономически «продвинутых» «сорокавосьмушников», «Татары» действовали примитивно «по-старинке»: «крышевали» бизнесменов, держали пару публичных домов в Нижнекамске,  банально воровали, правда, весьма крупные партии продукции с предприятий. Зная крутой нрав лидера и  склонность к «беспределу» членов банды, предприниматели, которых «брали под крыло», старались не связываться — платили, стиснув зубы.— Министерство внутренних дел по Республике Татарстан.
В 90-е годы деятельность группировки достигла такого размаха, что о «Татарах» снимали документальные фильмы: так Эдуард Петров снял фильм «Бандиты вне игры» о «Татарах», в том числе о их борьбе с «Мамшовскими», он был показан по каналу «Россия», по Первому и Пятому каналам  был показан полуторачасовой фильм «Власть страха» аналогичной тематики.

### 2000-е
10 августа 2001 года двое киллеров застрелили Пузыря. После недолгой борьбы, освободившееся место заняли сразу три авторитета группировки: Ильдар Ахметов («Сухой»), Олег Лазарев («Лазарь») и Александр Мирошниченко («Мирон»). По мнению нижнекамских оперативников, каждый из этой троицы желал скорейшей смерти Тимершина, ставшего заядлым посетителем казино и тратившим на это увлечение немалые деньги из «общака», некоторые участники группировки полагали, что заказал Пузыря «Мирон», другие думали, что покушение организовали правоохранительные органы, а по утверждению начальника отдела по борьбе с оргпреступностью МВД Республики Татарстан Вадима Гиждевана, озвученном в докфильме «Власть страха»: «Между Мамшовым Александром и Тимершиным Равилем были явно неприязненные отношения, хотя одно время их считали чуть ли не союзниками».
В 2003 году Ильдар Ахметов (Сухой) попытался «крышевать» нижнекамский развлекательный комплекс «Парадиз», он не знал, что заведение принадлежит Тагирьянову, в результате тагирьяновские организовали покушение на Сухого, но погиб только его телохранитель. Как указывается в книге «Бандитский Татарстан», при этом Сухой был уверен, что убийство «заказал» лидер другой нижнекамской группировки Мамша, либо его собственные товарищи. Авторитетный бандит Мунир Хабибуллин, пытаясь узнать заказчика покушения на Сухого, запытал до смерти двух известных уголовников, а тела убитых распорядился утопить в проруби реки Кама. 20 мая 2003 года, в День рождения Мамшова, ОПГ «Татары» перешли к решительным действиям в своей борьбе против предполагаемого заказчика убийства, да и давнишнего конкурента. Ими, по инициативе авторитета Олега Лазарева (Лазарь), с одобрения смотрящего по Нижнекамску вора в законе Чичи, было произведено покушение на Мамшова — средь бела дня, во дворе жилого дома, его автомобиль был расстрелян из автоматов, было произведено около ста выстрелов, причём пули залетали в квартиры мирных жителей. В результате дерзкого нападения сам Мамша, находящийся на заднем сидении автомобиля, уполз, чудом избежав смерти, а двое его бандитов были убиты на месте. Кстати, помимо «Чичи», который помогал банде в Татарстане, в остальной России им покровительствовал «Татарин».
Журнал «Право и жизнь в Татарстане», в большой статье про ОПС «Татары» озаглавленной «Криминальный спрут Нижнекамска», указывал, что «Члены группировки никогда не получали гонораров за убийства. Для этого было достаточно приказа. Отметим, кстати, что среди «Татар» не было какой-то специальной бригады киллеров — убийство могли поручить любому». Вместе с тем указывалось, что «В группировке был «штатный ликвидатор» Анатолий Урманчеев (Сластёна). Будучи заядлым охотником и рыболовом, он прекрасно знал течения на Каме и выбирал места, где нужно сделать прорубь, чтобы труп где-то не всплыл». Человеческая жизнь практически не стоила ничего для членов банды, убийство являлось распространённой практикой, причём убивали как своих, так и чужих, убивали очевидцев. Так были убиты случайные свидетели покушения на Мамшова:

Между  тем  «Татары» избавлялись от  нежелательных  свидетелей.  Сначала  они  убили  владельца  автомобиля,  использовавшегося  при покушении.  Парня  вывезли  в  Зеленодольский  район  к Раифскому монастырю  к  заранее  выкопанной могиле, застрелили и, облив труп отбеливателем, закопали. Потом убили его  приятеля,  который  присутствовал в момент передачи автомобиля. Больше «Татары»  никого  убить  не успели.— Журнал «Право и жизнь в Татарстане» № 1-2 январь – февраль, 2013 год

## Коррупция
С 90-х годов началось сращивание организованной преступности с властью Нижнекамска, правоохранительными и даже правоприменительными органами города, ОПС «Татары» не преминули воспользоваться тенденцией. К примеру, один из руководителей изолятора временного содержания города Нижнекамск за взятку вывозил бандитов этой группировки в сауну с проститутками и отдыхал вместе с братвой, что, как указывалось работником городской прокуратуры в докфильме «Власть страха», привело к закономерному результату — побегу заключённого Сулейманова из под «стражи», он был казначеем группировки «Татары». По более приличной версии «Российской газеты», в 2004 году «начальник изолятора временного содержания УВД Нижнекамска предложил Зульфату Сулейманову за деньги организовывать встречи с родственниками и знакомыми — причём за пределами СИЗО. Преступник, воспользовавшись ситуацией, ударился в бега». Кстати, схожая история с баней произошла с бывшим прокурором Нижнекамска Ильдусом Нафиковым, он парился с лидером крупнейшей ОПГ Эдуардом Тагирьяновым, который был владельцем местного казино.
Некоторые нижнекамские бандиты и очевидцы утверждали, что с конца 90-х годов в Нижнекамском ИВС для членов преступных группировок, в том числе для «Татар», были созданы комфортные условия, так как почти всё милицейское руководство города ими было подкуплено. Отмечалось, что к рядовым, либо неплатёжеспособным задержанным в изоляторе применялись жестокие методы дознания и суровые условия содержания, по этим и подобным вопиющим причинам Нижнекамский ИВС неоднократно попадал в скандальные истории, так в 2014 году за коррупцию был уволен очередной начальник изолятора.

## Разгром
После покушения на Мамшова группировка «Татары» была разгромлена правоохранительными органами, их союзники, в том числе группировка «Козловские», получили длительные сроки заключения. По воспоминаниям прокурора Андрея Телишева, суд над «Татарами» длился полтора года, с ноября 2005 года, и закончился 31 января 2007 года, «Сухой» и «Мирон» получили по 24 года лишения свободы,  Олег Лазарев (Лазарь) 22 года, он единственный из авторитетных соучастников признал свою вину. Последним был осуждён активный член группировки Мунир Хабибуллин, долгое время ему удавалось скрываться, он был задержан лишь в конце 2012 года, его приговорили к 20 годам колонии строгого режима.
Заместитель председателя Верховного Суда Республики Татарстан Максим Беляев, совместно со следователем Андреем Шептицким, описывают нравы «Татар» и «Мамшовских» в книге «Бандитский Татарстан», анонсировал книгу Верховный суд РТ в 2015 году. Телеканал «Россия 24» также указывал на схожесть группировок «Татары» и «Мамшовские», отмечалась их взаимосвязь, «даже само расследование уголовного дела в отношении ОПС «Татары» в мае 2003 года началось с покушения на лидера конкурентов — Александра Мамшова, он тогда был ранен, а его охранники убиты».
Большим успехом считали разгром ОПС «Татары» в Управлении МВД России по Нижнекамскому району и в МВД по Республике Татарстан.